# Mastoureh Afshar

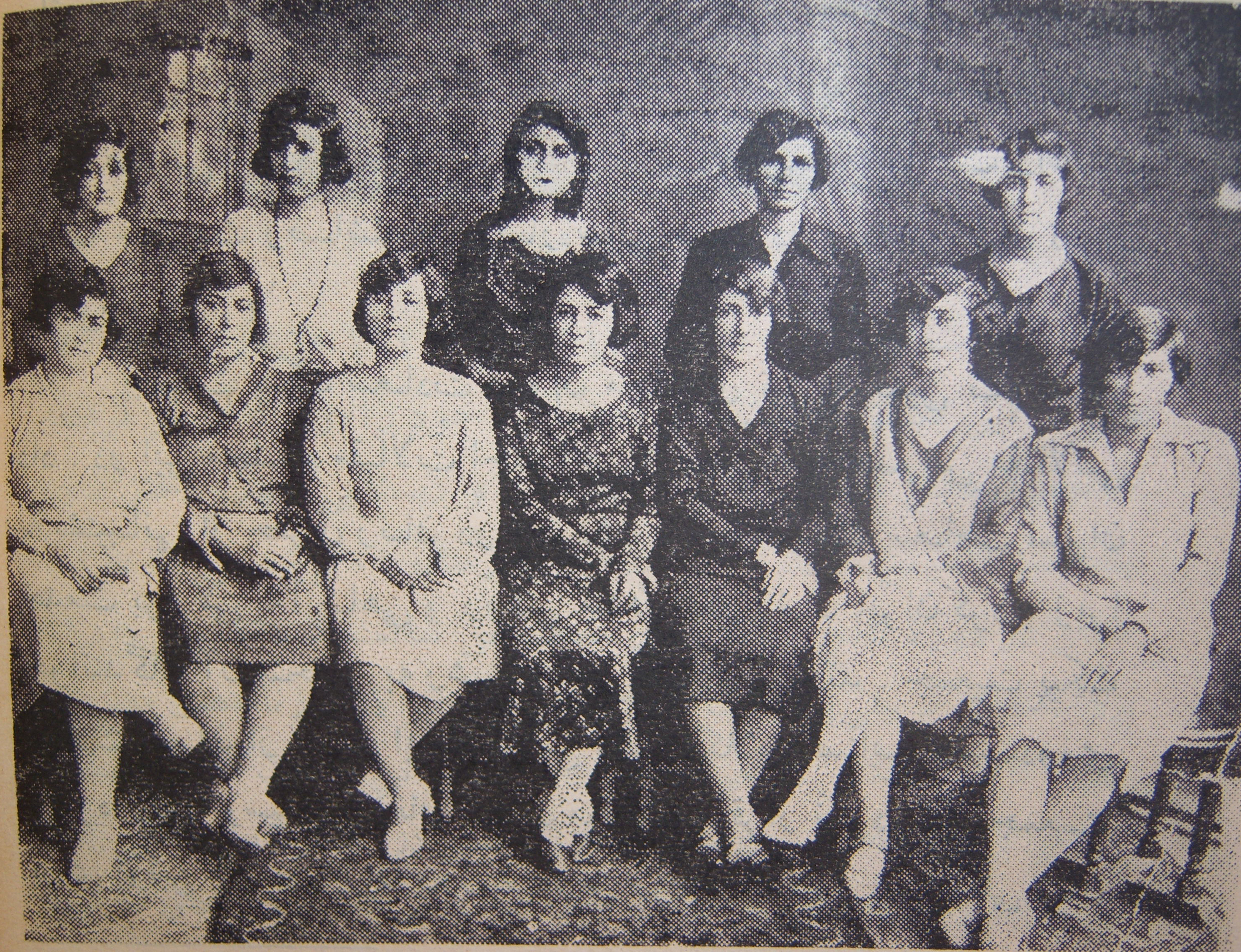
Mastoureh Afshar (a quarta pessoa sentada à esquerda) em Jamiat Nesvan Vatankhah.

Mastoureh Afshar (Úrmia, Oeste Azerbaijão, 1898 —Teerã, 1951) foi uma intelectual iraniana, uma das figuras pioneiras do movimento pelos direitos das mulheres no Irã. Mastoureh Afshar, Mohtaram Eskandari e Noor-ol-Hoda Mangeneh fundaram a sociedade radical das mulheres em Teerã, que recebeu o nome de Jam'iyat-e Nesvan-e Vatankhah.